# 罗伯特·内伊
罗伯特·内伊（英語：Robert Nay，1956年11月15日—1992年11月7日），澳大利亚男子游泳运动员。他曾代表澳大利亚参加1974年英联邦运动会游泳比赛，获得男子4×200米自由泳接力金牌。